# OmaSP Stadion
Das OmaSP Stadion ist ein Fußballstadion in der finnischen Stadt Seinäjoki, Südösterbotten. Es ist die Heimspielstätte des Fußballvereins Seinäjoen JK. Neben der ersten Mannschaft des Club spielt auch die zweite Mannschaft SJK Akatemia in der Fußballarena.

## Geschichte
Erste Planungen für ein neues Stadion gab es schon 2011. Im Juni 2015 begannen die Arbeiten am damaligen Seinäjoki Stadion. Am 18. Juni 2016 wurde es mit dem Ligaspiel Seinäjoen JK gegen den Rekordmeister HJK Helsinki (2:3) vor 5.817 Zuschauern eröffnet. Zuvor trug der Verein seine Heimspiele im Seinäjoen keskuskenttä von 1952 aus. Die vom Architekten Jyrki Jääskeläinen (Arkkitehtitoimisto Jääskeläinen Oy) entworfene Spielstätte bietet bei Fußballspiele 6.000 Sitzplätze. Maximal 10.000 Plätze stehen bei Konzerten zur Verfügung. Auf dem Spielfeld wurde ein beheizbarer Kunstrasen verlegt. Im Inneren des Stadions bieten sich u. a. ein Restaurant, eine Sportbar und eine Lounge, die auch als Tagungsräume genutzt werden können. Der Fanshop des SJK befindet sich ebenfalls im Stadion. Der Bau wurde größtenteils privat finanziert. Die Stadt gab mehr als zwei Mio. Euro. Für den Rest sorgt der Seinäjoen JK, der die Spielstätte innerhalb von 10 bis 15 Jahren abbezahlen will. Im Februar 2016 wurde die Sparkasse Oma Säästöpankki (kurz: OmaSP) Namenssponsor der Anlage. Der Vertrag hat eine Laufzeit von zehn Jahren und die Spielstätte trägt den Namen OmaSP Stadion. Das erste Konzert gab am 16. Juli 2016 die US-amerikanische Bluesrock-Band ZZ Top.
2017 trug die American-Football-Mannschaft der Seinäjoki Crocodiles aus der Vaahteraliiga im OmaSP Stadion ihre Heimspiele aus.
Das Stadion in Seinäjoki war neben dem Hietalahti Stadion in Vaasa Spielort der U-19-Fußball-Europameisterschaft 2018. Zum Turnier bot es 5.672 Plätze.

## Galerie

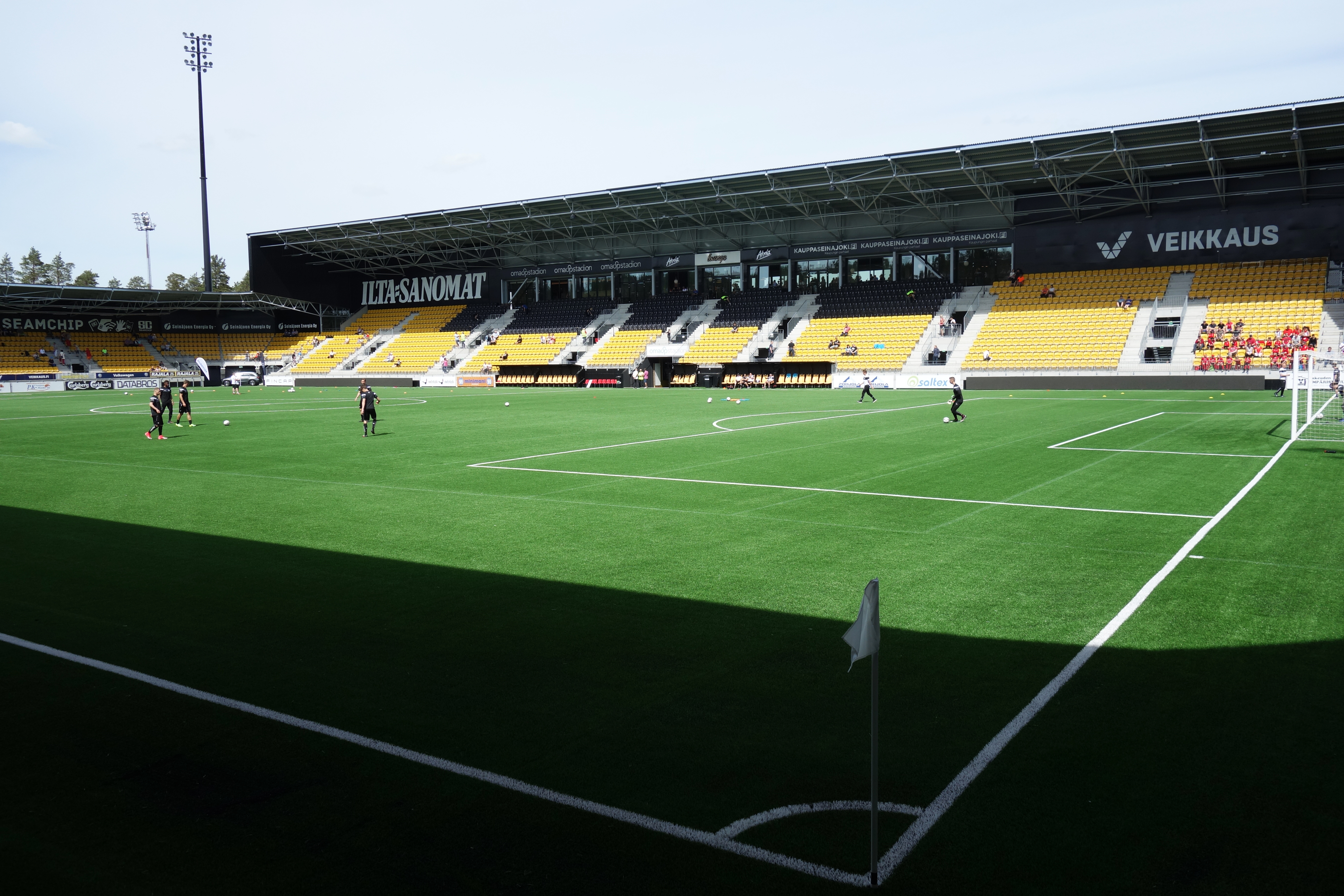
Innenraum des Stadions im Juni 2017
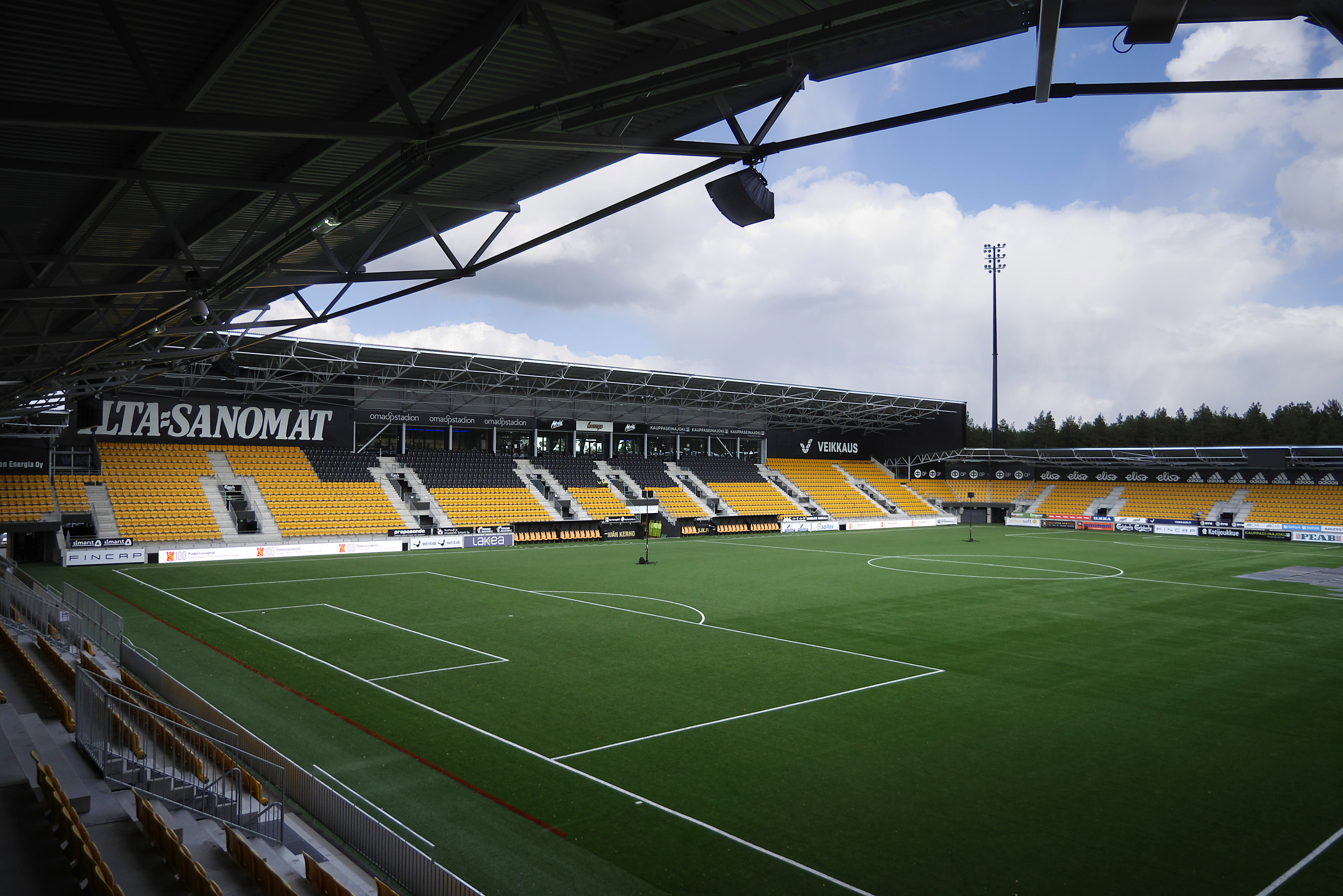
Innenraum im Juni 2018